# Confcommercio
Confcommercio denominação pela qual é vulgarmente conhecida a Confederação Geral Italiana das Empresas, das Atividades Profissionais e do Trabalho Autónomo, é um organismo italiano representativo das empresas que operam no comércio, no turismo e nos serviços (setor terciário), e que reúne mais de 700 000 empresas.
O seu sistema associativo tem uma subdivisão territorial, com organizações provinciais e uniões regionais, e outra por categoria, com organizações nacionais por categoria e setor. Ao nível nacional funciona igualmente o grupo de jovens empreendedores, composto por associados com menos de quarenta anos, e o grupo terciário mulher, composto pelas empresárias associadas.

## Principais áreas de actividade
- Ambiente, qualidade e segurança
- Comércio
- Comunicação e imagem
- Crédito
- Fiscalidade
- Formação
- Inovação, serviços, profissões e utilidades
- internacionalização e Eurosportello
- Trabalho e relações sindicais
- Marketing associativo
- Observatório institucional e legislativo
- Previdência e assistência social
- Relações com o sistema associativo
- Estudos socioeconómicos
- Transportes e infraestruturas
- Turismo